# Umberto Bottazzi
Umberto Bottazzi (Roma, 1865 – Roma, 1932) è stato un pittore, illustratore, ceramista, incisore e decoratore italiano.

## Biografia
Il pittore, illustratore, incisore, architetto, ceramista, maestro vetraio, decoratore d'interni, stilista, Umberto Bottazzi era un artista totale. Per un breve periodo ha frequentato la Scuola del Nudo di Roma, ma sostanzialmente è stato un autodidatta. 

Esordisce nel 1900, con alcuni disegni presentati alla mostra romana della Società di Amatori e Cultori d'Arte. Espone incisioni in bianco e nero all'Associazione fra i Cultori d'Architettura.

### Riviste illustrate

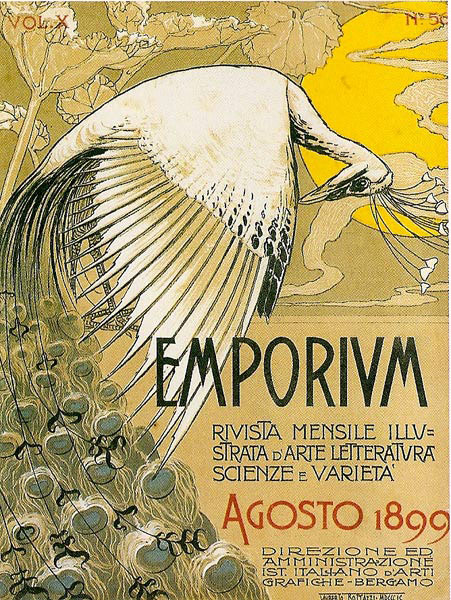
Copertina di "Emporium", 1899

Nel 1908, con Duilio Cambellotti, Vittorio Grassi, Alessandro Marcucci e Guido Menasci, fonda la rivista La casa, realizzata al fine di costruire un nuovo rapporto, attivo e dinamico, tra gli oggetti usati nella vita quotidiana e il mondo dell'arte. Vi pubblica progetti di arredamenti d'interni, recuperando a pieno titolo materiali come il vetro a più colori, la ceramica e la terracotta. Ha illustrato, con tavole e copertine, altre riviste come Emporium, nel 1899, Fantasio, nel 1902, Nuovissima, nel 1909-1910, Roma, nel 1911 e La Grande Illustrazione, nel 1914, evidenziando la sua adesione ai linguaggi del Simbolismo a sfondo mistico, del Liberty e della Secessione Viennese. Nel mondo a lui contemporaneo egli resta un solitario, perduto nel suo patrimonio di immagini ermetiche e fantasiose, dai toni sobri e cupi. S'ispira a leggende medievali, disegnando figure dai contorni precisi, elementi vegetali stilizzati, pavoni, teste di Medusa. Esegue i bozzetti per la decorazione della sala da pranzo, nel Casino delle Civette di Villa Torlonia, sulla Via Nomentana.

### Un artistatotale
Nel 1912 è presente alla Biennale di Venezia, con un gruppo in ceramica raffigurante pesci e con vasi eseguiti per la  Richard-Ginori. 
Nel 1913 decora la V Sala della I mostra della Secessione Romana e nei due anni successivi espone, con la Secessione Romana, incisioni e vetrate. Per circa 10 anni è stato consulente artistico dell'Istituto Professionale Femminile "Margherita di Savoia" di Roma, entrando a buon diritto nel modo della moda.

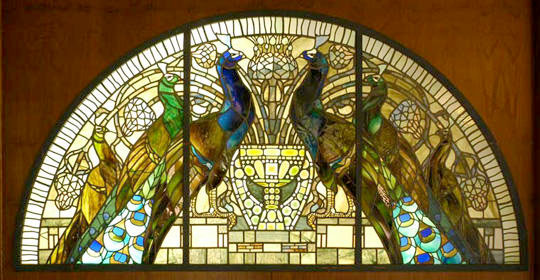
Vetrata con pavoni

Nel 1923 presenta ceramiche alla I Mostra Romana dell'Agricoltura dell'Industria e delle Arti Applicate, tenuta al Galoppatoio di Villa Borghese e ottiene, con Ferruccio Palazzi, una medaglia d'argento.
Come architetto ha realizzato il Villino Moderno sul Lungotevere Prati - edificio oggi totalmente perduto - come premio di un concorso di architettura, bandito nel 1911 per solennizzare il centenario dell'Unità d'Italia. Con Vittorio Grassi ne ha disegnato anche l'arredamento interno, con mobili, vetrate a colori (eseguite da Cesare Picchiarini), oggetti, ferri battuti (prodotti dalla Fabbrica Pasquale Franci di Siena), fregi di maiolica, caminetto con piastrelle della Richard-Ginori. Per la prima volta in Italia fu messo in opera un sistema di apertura automatica del portoncino d'ingresso, su brevetto della ditta inglese "Sesame Door".

### Riconoscimenti postumi
Alla fine del 1932, a palazzo Doria, sede della "S.A.C.A." (Società Anonima Cultori d'Arte) a Roma, gli viene dedicata una mostra postuma, con 34  dipinti, 6 acquerelli, 3 disegni e 72 opere di Arte Applicata, tra cui ceramiche. C'erano anche pannelli decorativi, scialli ricamati, cuscini con riporto di piume, tovaglie, tende in seta ricamate, applicazioni per cappelli: tutti  lavori eseguiti, su suo disegno, dalle allieve dell'Istituto Professionale Femminile "Margherita di Savoia" di Roma. "Capitolium", organo del Governatorato di Roma, nel 1933 presentò una raccolta di sue opere.